# Estación de Toses
Toses (antiguamente Sant Cristòfol de Toses, en español San Cristóbal de Tosas) es un apeadero ferroviario de la línea Ripoll-Puigcerdá por la que circulan trenes de la línea R3 de Rodalies de Catalunya. A pesar de formar parte de la red de Cercanías de Barcelona no tiene tarificación como tal y funciona como de Media Distancia. Está situada en el municipio de San Cristóbal de Tosas, en la provincia de Gerona. La estación de Toses registró en 2021 la entrada de 1 030 usuarios, correspondientes a los servicios de cercanías. Esto representa un incremento del 19,35% con respecto al año anterior.

## Situación ferroviaria
La estación se encuentra en el punto kilométrico 29,4 de la línea férrea Ripoll-Puigcerdá, entre las estaciones de Planolas y La Molina, a 1 407,91 metros de altitud.
El tramo es de vía única en ancho ibérico (1668 mm), con tensión eléctrica de 3 kV y alimentación por catenaria.

## Historia
Esta estación del Ferrocarril Transpirenaico, tal como se conocía la línea de Ripoll a Puigcerdá, fue abierta al tráfico el 17 de julio de 1922 con la puesta en marcha del tramo de 24,235 km entre las estaciones de Ribas de Freser y La Molina en la línea que pretendía unir Barcelona con Latour de Carol-Enveitg desde Ripoll. Las obras corrieron directamente a cuenta del Estado, ya que no se habían presentado postores para la subasta de obras y España estaba obligada por contrato con Francia a construir la línea. La inauguración oficial (y con ella la de toda la línea) no llegaría hasta el 4 de octubre de 1922, en un acto bendecido por el obispo de la Seo de Urgel.
En un primer momento y hasta la llegada de la tracción eléctrica, la línea fue explotada mediante tracción vapor con locomotoras de la compañía Norte y por las 242 ténder fabricadas por La Maquinista Terrestre y Marítima (MTM), en Barcelona. Ante lo costoso de la explotación, el organismo estatal Explotación de Ferrocarriles por el Estado se hace cargo de la línea en 1926 con el objetivo de electrificarla. Las máquinas eléctricas de la serie 1000 entraron en servicio en 1929, coincidiendo con la electrificación a 1.500 voltios de la línea Ripoll-Puigcerdá, una de las primeras en electrificarse de toda la red catalana. A finales de 1929, las locomotoras de la serie 1000 se transfirieron a la Compañía de los Caminos de Hierro del Norte de España.
Mediante la Real Orden de 17 de julio de 1928 se determinó que la explotación de la línea entre Ripoll y Puigcerdá (tramo al que pertenece la estación) fuese realizada por Norte, cediendo el Estado la misma en régimen de alquiler. Norte pasó a explotar la línea a partir del 21 de junio de 1929, hasta la apertura del tramo entre Ripoll y La Tour de Carol en vía de ancho internacional, en paralelo a la ya existente en ancho ibérico.
El estallido de la Guerra Civil en 1936 dejó la estación en zona republicana. Ante la nueva situación el gobierno republicano, que ya se había incautado de las grandes compañías ferroviarias mediante un decreto de 3 de agosto de 1936, permitió que en la práctica el control recayera en comités de obreros y ferroviarios. Con la llegada de las tropas sublevadas a Cataluña en 1939, se volvió a la situación anterior.
En 1941, tras la nacionalización del ferrocarril de ancho ibérico, las instalaciones pasaron a manos de la recién creada RENFE. En 1965 se duplicó la tensión de la línea, pasando a ser de 3000Vcc. En 1984 planeó sobre la estación la amenaza de cierre, dentro del plan de cierre masivo de líneas altamente deficitarias, evitado por la presión popular y el carácter internacional de la línea. Desde el 31 de diciembre de 2004 Renfe Operadora explota la línea mientras que Adif es la titular de las instalaciones ferroviarias.

## La estación
La estación, ya desprovista de los desvíos, no cuenta más que con la vía general y un andén a la derecha en kilometraje ascendente (sentido Puigcerdá). El edificio de viajeros se localiza en el único andén y es de tres plantas y cuatro  vanos por costado y dos plantas. Los arcos son escarzanos y son más pequeños en la primera planta que en la baja. A su vez, el edificio se remata con una buhardilla también con cuatro aberturas por costado.
A la salida de la estación de Toses, en kilometraje ascendente y tras cruzar el paso a nivel, se ubica el túnel de Toses, con una entrada muy elaborada y de 3 850 metros de longitud que permite comunicar la comarca de El Ripollés con La Cerdaña. En su interior se llega al punto más alto de la línea, con una altitud de 1 494 metros. Partiendo de Toses en dirección contraria hay también otro túnel peculiar, el de Cargol, de 1 057 metros de recorrido y una atípica forma de sacacorchos que le permite salvar un fuerte desnivel de 80 metros en una reducida distancia. El sistema de seguridad es de "Tren-tierra y ASFA". En cuanto a los bloqueos dispone de Bloqueo de Liberación Automática en vía Única con Control de Tráfico Centralizado (BLAU con CTC). Esta configuración se mantiene en el tramo entre las estaciones de Vich y Puigcerdá, al cual pertenece la estación.
En 2004 Adif realizó obras en la estación con el objetivo de mejorar la accesibilidad a personas con movilidad reducida y facilitar la instalación de nuevos sistemas de iluminación, realizando mejoras en la vía y andenes. El horario de la estación es de 06:40h a 22:10h.

## Servicios ferroviarios
A pesar de pertenecer la estación a la Provincia de Gerona, no comparte la denominación de Rodalies con su provincia, sino con la de Barcelona. En la práctica, la estación sólo tiene servicios regionales de Media Distancia, que se prestan con material de Rodalies de Catalunya, usualmente con la serie 447 de Renfe y más raramente con trenes Civia. Algunos trenes no efectúan parada en la estación. 
Los horarios actualizados de Cercanías de Cataluña pueden descargarse en este enlace. El horario actualizado de la R3 puede consultarse en este enlace.
| << cabecera                    | < estación | línea | estación > | cabecera >>               |
| ------------------------------ | ---------- | ----- | ---------- | ------------------------- |
| Rodalies de Catalunya de Renfe |            |       |            |                           |
| Hospitalet Vich                | Planolas   |       | La Molina  | Puigcerdá Latour-de-Carol |